# クリスマス・イヴ (オペラ)

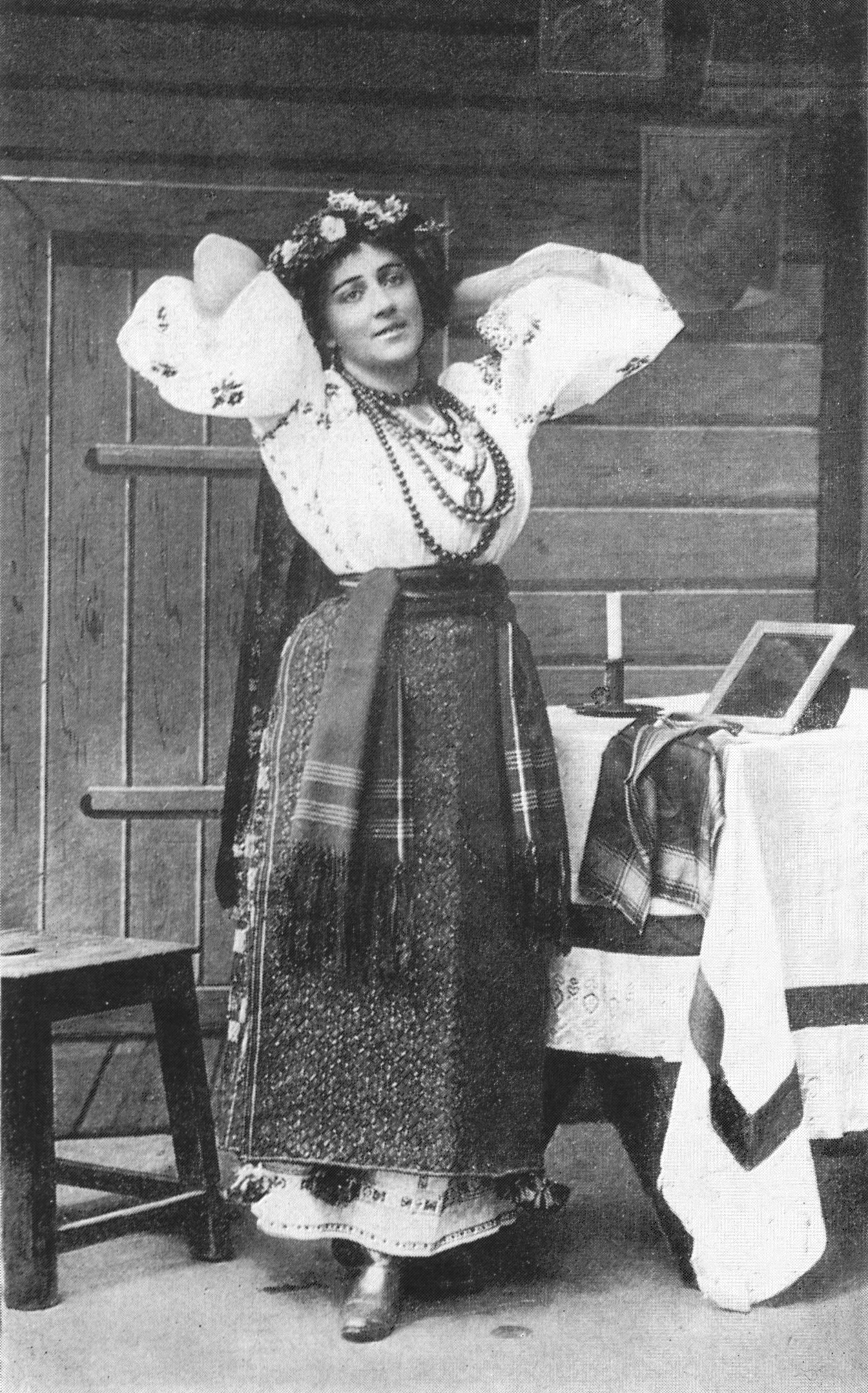
初演時にオクサーナを演じるムラヴィナ

『クリスマス・イヴ』（ロシア語：Ночь перед Рождеством）は、ニコライ・リムスキー＝コルサコフが作曲した4幕からなるロシア語のオペラ。1894年から1895年にかけて作曲された。
台本は、ニコライ・ゴーゴリの『ディカーニカ近郷夜話』の中にある同名の短編 (en) を基に、リムスキー＝コルサコフ自身が作成した。
初演は1895年11月28日（グレゴリオ暦12月10日）、サンクトペテルブルクのマリインスキー劇場において、ナプラヴニクの指揮で行われた。イヴァン・イェルショフがヴァクーラ、エウゲニア・ムラヴィナがオクサーナ、フョードル・ストラヴィンスキーがパナスを演じた。
なお、チャイコフスキーが同じ題材を元にオペラ『鍛冶屋のヴァクーラ』（1874年）を作曲している。チャイコフスキーのオペラはコンクール出品作品であり、リムスキー＝コルサコフはそのコンクールの審査員だった関係から、チャイコフスキーの生前は同じ作品のオペラ化は控え、没後に手をつけた。
オペラ自身は不評だったが、手の込んだ和声と色彩的な創意にあふれている。リムスキー＝コルサコフがチェレスタをはじめて採用した曲でもある。
1903年に作曲者により組曲が編まれた。

## 登場人物
- ヴァクーラ（テノール）- 鍛冶屋の男。
- ソローハ（メゾソプラノ）- ヴァクーラの母、魔女。
- 悪魔（テノール）
- チュブ（バス）- 年輩のコサック。
- オクサーナ（ソプラノ）- チュブの娘。
- パナス（バス）
- 村長（バリトン）
- 聖職者（テノール）[3]- 名前はオシップ・ニキフォロヴィチ。
- 紫の鼻の女（メゾソプラノ）
- 普通の鼻の女（ソプラノ）
- パツューク（バス）
- 女帝（メゾソプラノ）

## あらすじ
舞台は18世紀ウクライナのディカーニカ(Диканька)村。

### 第1幕
悪魔にそそのかされてソローハは月を盗み、吹雪を起こす。愛するオクサーナにセレナードを聞かせようとしていたソローハの息子のヴァクーラや、闇の中で道に迷ったチュブとパナスは困る。ヴァクーラはチュブを恋敵とまちがえて殴る。
自分が誰よりも美しいと思うオクサーナは、ヴァクーラの告白に対して、女帝の靴をクリスマス・プレゼントとして贈ってくれた人と結婚すると言う。

### 第2幕
ソローハと悪魔が愛しあうところに村長がやってきて、悪魔は袋に隠れる。しかし今度は聖職者がやってきて、村長が別の袋に隠れる。さらにチュブがやってきて、聖職者が別の袋に隠れる。最後にヴァクーラがやってきて、袋を鍛冶屋の仕事場に持っていく。
村人たちがクリスマス・イヴを祝う。ヴァクーラがオクサーナの要求に絶望しながら袋をあけると、中には小さくなった間男たちがはいっていた。

### 第3幕
呪術師のパツュークはヴァクーラに、悪魔の力を借りることを助言する。ヴァクーラは袋の中の悪魔を助けてやり、十字架の力で彼を従わせる。ヴァクーラと悪魔は空を飛んで都のサンクトペテルブルクへ行き、女帝の靴をもらって村に帰る。

### 第4幕
ヴァクーラが絶望のあまり自殺したのではないかと心配するオクサーナのもとにヴァクーラが現れて、女帝の靴をプレゼントとして渡す。オクサーナは、本当はプレゼントと無関係にヴァクーラのことが好きだと告げる。人々はふたりを祝福する。

## 組曲
1903年に管弦楽用の組曲（合唱は任意）が編曲された。長さは30分ほどで、連続して演奏される。第3幕の音楽を主にしている。
- 導入「聖夜」(Вступление „Святый вечер“)
- 星たちの遊戯と踊り (Игры и пляски звезд)（第6場）
  - マズルカ (Мазурка)
  - 彗星の行列 (Шествие кометы)
  - 輪舞 (Хоровод)
  - チャルダーシュと流れ星の雨 (Чардаш и дождь падающих звезд)
- 悪魔のキャロル (Бесовская колядка)
- 合唱つきポロネーズ (Польский с хором)（第7場）
- 第8場

## 主な録音
| 録音年 | 指揮者 管弦楽団・合唱団                                                                                  | 配役 ヴァクーラ ソローハ 悪魔 チュブ オクサーナ パナス 村長 聖職者オシップ・ニキフォロヴィチ パツューク 女帝 | レーベル     | 備考              |
| ------ | --- | --- | ------------ | ----------------- |
| 1948   | ニコライ・ゴロワノフ指揮 モスクワ放送交響楽団、 モスクワ放送合唱団                                       | ドミトリー・タールホフ ニーナ・クラーギナ パーヴェル・ポントリャーギン セルゲイ・クラソフスキー ナターリヤ・シュピーレル フセヴォロド・チュチュンニク セルゲイ・ミガイ セルゲイ・ストレリツォフ アレクセイ・コロリョフ リュドミラ・レゴスターエヴァ                   | メロディア   | 1948年4月14日録音 |
| 1990   | ミハイル・ユロフスキー指揮 モスクワ・フォーラム劇場管弦楽団、 ユルロフ記念アカデミー・ロシア共和国合唱団 | ウラディーミル・ボガチョフ エレーナ・ザレンバ ヴャチェスラフ・ヴォイナロフスキー スタニスラフ・スレイマノフ エカテリーナ・クドリャフチェンコ マクシム・ミハイロフ ウラディスラフ・ヴェレストニコフ アレクセイ・マスレンニコフ ボリス・ベシコ オリガ・テリュシュノヴァ | SAISON RUSSE |                   |